# Vathy (Methana)
Vathy (griechisch Βαθύ (n. sg.)) ist ein Fischerort an der Westküste der Vulkanhalbinsel Methana. Der kleine Hafen war schon in der Antike wichtig, da sich nur etwa 500 m südlich von ihm die Akropolis der antiken Stadt Methana befand. Diese wurde bereits von Pausanias beschrieben. Die Akropolis Paleokastro befindet sich am Strand Almyra, südlich des Hafens.
Vathy ist inzwischen ein beliebter Yachthafen und an Wochenenden überlaufen.

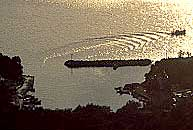
Der Fischerhafen Vathy auf Methana